# بازی منصفانه (فیلم ۲۰۰۵)
بازی منصفانه (به انگلیسی: Fair Game) یک فیلم کمدی رمانتیک آمریکایی به نویسندگی و کارگردانی مایکل والی محصول سال ۲۰۰۵ است. والی همچنین در کنار جینا تورس در این فیلم بازی می‌کند. 

## بازیگران
- جینا تورس — استیسی
- مایکل والی — مایکل
- کریستوفر بی دانکن — مارکوس
- کلیتا اسمیت — شریل
- LaTocha Scott — ونسا
- لیا اسمیت — فیونا
- مارک کریستوفر لارنس — وسلی
- مایکل جیس — ای
- مادر عشق — فیلیس
- تری وان — واندا